# Lithosia rhyparodactyla
Lithosia rhyparodactyla là một loài bướm đêm thuộc phân họ Arctiinae, họ Erebidae.